# هال برونو
هال برونو (به انگلیسی: Hal Bruno؛ ۲۵ اکتبر ۱۹۲۸ – ۸ نوامبر ۲۰۱۱) روزنامه‌نگار اهل ایالات متحده آمریکا بود.
وی برندهٔ جوایزی همچون برنامهٔ فولبرایت شده‌بود.